# 아모르 셍 이구아우
《아모르 셍 이구아우》(포르투갈어: Amor sem Igual)는 2019년 방영된 브라질의 텔레노벨라이다.